# Fundamentalsatz der Analysis
Der Fundamentalsatz der Analysis, auch bekannt als Hauptsatz der Differential- und Integralrechnung (HDI), ist ein mathematischer Satz, der die beiden grundlegenden Konzepte der Analysis miteinander in Verbindung bringt, nämlich das der Integration und das der Differentiation. Er sagt aus, dass Ableiten bzw. Integrieren in einem gewissen Sinne jeweils die Umkehrung des anderen ist. Der Hauptsatz der Differential- und Integralrechnung besteht aus zwei Teilen, die manchmal als erster und zweiter Hauptsatz der Differential- und Integralrechnung bezeichnet werden. Die konkrete Formulierung des Satzes und sein Beweis variieren je nach Aufbau der betrachteten Integrationstheorie. Hier wird zunächst das Riemann-Integral betrachtet.

## Geschichte und Rezeption
Bereits Isaac Barrow, der akademische Lehrer Newtons, erkannte, dass Flächenberechnung (Integralrechnung) und Tangentenberechnung (Differentialrechnung) in gewisser Weise invers zueinander sind, den Hauptsatz fand er jedoch nicht. Der Erste, der diesen publizierte, war 1667 James Gregory in Geometriae pars universalis. Die Ersten, die sowohl den Zusammenhang als auch dessen fundamentale Bedeutung erkannten, waren unabhängig voneinander Isaac Newton und Gottfried Wilhelm Leibniz mit ihrer Infinitesimalrechnung. In ersten Aufzeichnungen zum Fundamentalsatz aus dem Jahr 1666 erklärt Newton den Satz für beliebige Kurven durch den Nullpunkt, weswegen er die Integrationskonstante ignorierte. Newton publizierte dies erst 1686 in seiner Philosophiae Naturalis Principia Mathematica. Leibniz fand den Satz 1677, er schrieb ihn im Wesentlichen in der heutigen Notation nieder.
Seine moderne Form erhielt der Satz durch Augustin Louis Cauchy, der als Erster eine formelle Integraldefinition sowie einen Beweis mit Hilfe des Mittelwertsatzes entwickelte. Enthalten ist dies in seiner Fortsetzung des Cours d’Analyse von 1823. Cauchy untersuchte auch die Situation im Komplexen und bewies damit eine Reihe zentraler Resultate der Funktionentheorie. Im Laufe des 19. Jahrhunderts fand man die Erweiterungen auf höhere Dimensionen. Henri Léon Lebesgue erweiterte dann 1902 den Fundamentalsatz mit Hilfe seines Lebesgue-Integrals auf unstetige Funktionen.
Der Hauptsatz wurde im 20. Jahrhundert von dem Mathematiker Friedrich Wille humoristisch in der Hauptsatzkantate vertont.

## Der Satz

### Erster Teil
Der erste Teil des Satzes ergibt die Existenz von Stammfunktionen und den Zusammenhang von Ableitung und Integral:
Ist {\displaystyle f\colon I\to \mathbb {R} } eine reellwertige stetige Funktion auf einem reellen Intervall {\displaystyle I}, so ist für jedes {\displaystyle c\in I} die Integralfunktion
{\displaystyle F\colon I\to \mathbb {R} } mit {\displaystyle F(x)=\int _{c}^{x}f(t)\,{\rm {d}}t}
differenzierbar und eine Stammfunktion von {\displaystyle f}, das heißt, für alle {\displaystyle x\in I} gilt {\displaystyle F^{\prime }(x)=f(x)}.
Dass die Integralfunktion {\displaystyle F} auf dem ganzen Intervall {\displaystyle I} definiert ist, folgt aus der Tatsache, dass das Riemann-Integral für jede stetige Funktion über jedem kompakten Intervall existiert.
Insbesondere ist {\displaystyle F} in {\displaystyle x_{0}} differenzierbar mit {\displaystyle F'(x_{0})=f(x_{0})}, falls {\displaystyle f} stetig in {\displaystyle x_{0}} ist. Dabei ist die Differenzierbarkeit einseitig zu verstehen, falls {\displaystyle x_{0}} Randpunkt des Intervalls {\displaystyle I} ist.

### Zweiter Teil
Der zweite Teil des Satzes erklärt, wie Integrale berechnet werden können:
Ist {\displaystyle f\colon [a,b]\to \mathbb {R} } eine stetige Funktion auf dem abgeschlossenen Intervall {\displaystyle [a,b]} mit Stammfunktion {\displaystyle F\colon [a,b]\to \mathbb {R} }, dann gilt die Newton-Leibniz-Formel
{\displaystyle \int _{a}^{b}f(x)\,{\rm {d}}x=F(b)-F(a).}
Mit der abkürzenden Schreibweise {\displaystyle {\Big [}F(x){\Big ]}_{a}^{b}:=F(b)-F(a)} liest sich der zweite Teil als
{\displaystyle \int _{a}^{b}f(x)\,{\rm {d}}x={\Big [}F(x){\Big ]}_{a}^{b}.}
Bemerkung
Die Anforderung, dass {\displaystyle f} auf ganz {\displaystyle [a,b]} stetig ist, lässt sich abschwächen. So kann {\displaystyle f} beispielsweise auch endlich viele Unstetigkeitsstellen in {\displaystyle [a,b]} besitzen.

## Beweis

### Erster Teil

Zur Erklärung der Notation im Beweis

Für den ersten Teil muss gezeigt werden, dass die Ableitung von {\displaystyle F}, also der Grenzwert {\displaystyle \lim _{h\to 0}{\frac {F(x+h)-F(x)}{h}}}, existiert und gleich {\displaystyle f(x)} ist.
Dazu wird ein beliebiger Punkt {\displaystyle x\in I} gewählt. Für alle {\displaystyle h\neq 0} mit {\displaystyle x+h\in I} gilt dann
{\displaystyle {\frac {F(x+h)-F(x)}{h}}={\frac {1}{h}}\left(\int _{c}^{x+h}f(t)\,{\rm {d}}t-\int _{c}^{x}f(t)\,{\rm {d}}t\right)={\frac {1}{h}}\int _{x}^{x+h}f(t)\,{\rm {d}}t.}
Nach dem Mittelwertsatz der Integralrechnung existiert eine reelle Zahl {\displaystyle \xi _{h}} zwischen {\displaystyle x} und {\displaystyle x+h}, sodass
{\displaystyle {\frac {1}{h}}\int _{x}^{x+h}f(t)\,{\rm {d}}t=f(\xi _{h}).}
Wegen {\displaystyle \xi _{h}\to x} für {\displaystyle h\to 0} und der Stetigkeit von {\displaystyle f} folgt daraus
{\displaystyle \lim _{h\to 0}{\frac {F(x+h)-F(x)}{h}}=\lim _{h\to 0}f(\xi _{h})=f(x),}
d. h. {\displaystyle F'(x)} existiert und ist gleich {\displaystyle f(x)}.

#### Alternativer Beweis ohne Verwendung des Mittelwertsatzes der Integralrechnung
Da der Mittelwertsatz der Integralrechnung in vielen Texten aus dem Fundamentalsatz gefolgert wird, führen wir hier noch einen Beweis, der lediglich die Definition der Stetigkeit und grundlegende Eigenschaften des Riemann-Integrals verwendet (Linearität, Dreiecksungleichung, Monotonie und Intervalladditivität):
Wir zeigen wie im Beweis oben, dass {\displaystyle F} an einer beliebigen Stelle {\displaystyle x_{0}} differenzierbar ist mit {\displaystyle F'(x_{0})=f(x_{0})}. Dazu weisen wir die Grenzwerteigenschaft gemäß Definition nach, d. h wir zeigen, dass es zu jedem {\displaystyle \varepsilon >0} ein {\displaystyle \delta >0} gibt, so dass  {\textstyle \left|{\frac {F(x)-F(x_{0})}{x-x_{0}}}-f(x_{0})\right|\leq \varepsilon } für alle {\displaystyle x\in I} mit {\displaystyle 0<|x-x_{0}|<\delta }.
Sei dazu {\displaystyle \varepsilon >0} beliebig. Für alle {\displaystyle x\in I}  mit {\displaystyle x\neq x_{0}} gilt
{\displaystyle {\begin{aligned}\left|{\frac {F(x)-F(x_{0})}{x-x_{0}}}-f(x_{0})\right|&=\left|{\frac {1}{x-x_{0}}}\left(\int _{c}^{x}f(t)\,\mathrm {d} t-\int _{c}^{x_{0}}f(t)\,\mathrm {d} t\right)-f(x_{0})\right|\\&=\left|{\frac {1}{x-x_{0}}}\int _{x_{0}}^{x}f(t)\,\mathrm {d} t-{\frac {1}{x-x_{0}}}\int _{x_{0}}^{x}f(x_{0})\,\mathrm {d} t\right|\\&=\left|{\frac {1}{x-x_{0}}}\int _{x_{0}}^{x}(f(t)-f(x_{0}))\,\mathrm {d} t\right|\\&\leq {\frac {1}{|x-x_{0}|}}\int _{x_{0}}^{x}|f(t)-f(x_{0})|\,\mathrm {d} t.\end{aligned}}}
Um den Betrag des Ausdrucks auf der linken Seite weiter abschätzen zu können, benutzen wir die Stetigkeit von {\displaystyle f} im Punkt {\displaystyle x_{0}}. Diese garantiert die Existenz eines {\displaystyle \delta >0}, so dass {\displaystyle |f(x)-f(x_{0})|<\varepsilon } für alle {\displaystyle x\in I} mit {\displaystyle 0<|x-x_{0}|<\delta }. Für diese {\displaystyle x} lässt sich das Integral in der letzten Zeile somit abschätzen durch {\textstyle \int _{x_{0}}^{x}|f(t)-f(x_{0})|\,\mathrm {d} t\leq |x-x_{0}|\varepsilon }; insgesamt erhält man damit {\textstyle \left|{\frac {F(x)-F(x_{0})}{x-x_{0}}}-f(x_{0})\right|\leq \varepsilon } für alle {\displaystyle x\in I} mit {\displaystyle 0<|x-x_{0}|<\delta }.

### Zweiter Teil
{\displaystyle f} sei eine stetige Funktion auf dem Intervall {\displaystyle [a,b]}. Setzt man bei der Integralfunktion des ersten Teils {\displaystyle c=a}, so ist {\displaystyle F(a)=0} und {\displaystyle F(b)=\int _{a}^{b}f(x)\,{\rm {d}}x} und damit gilt {\displaystyle \int _{a}^{b}f(t)\,\mathrm {d} t=F(b)-F(a)} für diese spezielle Stammfunktion. Alle anderen Stammfunktionen unterscheiden sich von jener aber nur durch eine Konstante, die bei der Subtraktion verschwindet. Somit ist der Satz für alle Stammfunktionen bewiesen.
Bemerkung
Der zweite Teil des Hauptsatzes lässt sich unabhängig vom ersten Teil desselben beweisen, indem man auf die Definition des Riemann-Integrals als Grenzwert von Ober- und Untersummen zurückgreift. Hierbei muss der Integrand nur als Riemann-integrierbar, nicht jedoch als stetig vorausgesetzt werden.

## Anschauliche Erklärung
Zur anschaulichen Erklärung wird ein Teilchen betrachtet, das sich entlang einer Geraden bewegt, beschrieben durch die Ortsfunktion {\displaystyle x(t)}. Die Ableitung der Ortsfunktion nach der Zeit ergibt die Geschwindigkeit:
{\displaystyle {\frac {\mathrm {d} x(t)}{\mathrm {d} t}}=v(t)}.
Die Ortsfunktion ist also eine Stammfunktion der Geschwindigkeitsfunktion. Rechnet man mit den Differentialen {\displaystyle \mathrm {d} x} und {\displaystyle \mathrm {d} t} wie mit gewöhnlichen Termen, so erhält man aus dieser Gleichung durch Multiplikation mit {\displaystyle \mathrm {d} t} die Gleichung
{\displaystyle {\rm {d}}x(t)=v(t)\,\mathrm {d} t}.
Diese Gleichung besagt, dass das Teilchen in der unendlich kurzen („infinitesimalen“) Zeit {\displaystyle \mathrm {d} t} eine unendlich kleine Ortsänderung {\displaystyle \mathrm {d} x} erfährt. Eine endliche Ortsänderung {\displaystyle \Delta x=x_{2}-x_{1}} ergibt sich als „Summe“ der infinitesimalen Ortsänderungen {\displaystyle {\rm {d}}x}. Da aber das Summieren infinitesimaler Größen dem Integrieren entspricht, ist
{\displaystyle x_{2}-x_{1}=\int _{t_{1}}^{t_{2}}v(t)\,\mathrm {d} t.}
Dies ist gerade der zweite Teil des Hauptsatzes mit {\displaystyle f(t)=v(t)}, {\displaystyle F(t)=x(t)}, {\displaystyle x_{1}=x(t_{1})} und {\displaystyle x_{2}=x(t_{2})}.
Setzt man {\displaystyle x(0)=0}, so erhält man mit dem zweiten Teil des Hauptsatzes {\displaystyle x(t)=\int _{0}^{t}v(t')\,\mathrm {d} t'}, woraus einerseits {\displaystyle x'(t)={\frac {\mathrm {d} }{\mathrm {d} t}}\int _{0}^{t}v(t')\,\mathrm {d} t'} folgt. Andererseits ist {\displaystyle x'(t)=v(t)}. Gleichsetzen liefert
{\displaystyle {\frac {\mathrm {d} }{\mathrm {d} t}}\int _{0}^{t}v(t')\,\mathrm {d} t'=v(t)},
und dies ist die kinematische Version des ersten Teils des Hauptsatzes.

## Anwendungen

### Berechnung von Integralen durch Stammfunktionen
Die hauptsächliche Bedeutung des Fundamentalsatzes liegt darin, dass er die Berechnung von Integralen auf die Bestimmung einer Stammfunktion, sofern eine solche überhaupt existiert, zurückführt.

#### Beispiele
- Die auf ganz {\displaystyle \mathbb {R} } definierte Funktion {\displaystyle f(x)=x^{2}} besitzt die Stammfunktion {\displaystyle F(x)={\frac {x^{3}}{3}}}. Man erhält somit

{\displaystyle \int _{0}^{2}x^{2}\,{\rm {d}}x=F(2)-F(0)={\frac {2^{3}}{3}}-{\frac {0^{3}}{3}}={\frac {8}{3}}}.
- Die auf {\displaystyle I=[-1,1]} definierte Funktion {\displaystyle g(x)={\sqrt {1-x^{2}}}}, deren Graph den Rand eines Einheitshalbkreises beschreibt, besitzt die Stammfunktion

{\displaystyle G(x)={\frac {1}{2}}(\arcsin x+x\cdot {\sqrt {1-x^{2}}})}.
Für die Fläche des halben Einheitskreises erhält man somit den Wert
{\displaystyle \int _{-1}^{1}g(x)\,{\rm {d}}x=G(1)-G(-1)={\frac {1}{2}}\arcsin(1)-{\frac {1}{2}}\arcsin(-1)={\frac {\pi }{2}}},
für die Fläche des ganzen Einheitskreises also den Wert {\displaystyle \pi }.
Am letzten Beispiel zeigt sich, wie schwierig es sein kann, Stammfunktionen gegebener Funktionen zu finden. Gelegentlich erweitert dieser Prozess die Klasse bekannter Funktionen. Etwa ist die Stammfunktion der auf {\displaystyle \mathbb {R} \setminus \{0\}} definierten Funktion {\displaystyle f(x)={\frac {1}{x}}} keine rationale Funktion, sondern hängt mit dem Logarithmus zusammen und ist {\displaystyle \ln \left|x\right|}.

### Herleitung von Integrationsregeln
Der Zusammenhang zwischen Integral und Ableitung erlaubt es, aus Ableitungsregeln, die direkt aus der Definition der Ableitung gefolgert werden können, Integrationsregeln zu gewinnen. Zum Beispiel kann die Potenzregel benutzt werden, um Integrale von Potenzfunktionen direkt hinzuschreiben. Interessanter sind Aussagen, die für allgemeinere Klassen von Funktionen gelten. Dabei ergibt sich dann als Übertragung der Produktregel die partielle Integration, die deswegen auch Produktintegration genannt wird, und aus der Kettenregel die Substitutionsregel. Erst dies liefert praktikable Verfahren zum Auffinden von Stammfunktionen und damit zur Berechnung von Integralen.
Auch in mit diesen Möglichkeiten und auf diese Weise erstellten Tabellenwerken von Stammfunktionen gibt es allerdings Integranden, für die keine Stammfunktion angegeben werden kann, obwohl das Integral existiert. Die Berechnung muss dann mit anderen mathematischen Werkzeugen erfolgen, beispielsweise mithilfe der Integration im Komplexen oder numerischer Integration.

## Verallgemeinerungen

### Der Hauptsatz für uneigentliche Integrale
Sei {\displaystyle -\infty <a<b\leq \infty } und {\displaystyle f\colon {[a,b[}\to \mathbb {R} } eine Funktion, die über jedem abgeschlossenen Teilintervall {\displaystyle [a,\beta ]\subset [a,b[} Riemann-integrierbar ist, und sei {\displaystyle F} eine Stammfunktion von {\displaystyle f}, für die der Grenzwert {\textstyle \lim _{x\nearrow b}F(x)} existiert. Dann existiert auch das uneigentliche Integral {\textstyle \int _{a}^{b}f(x)\,\mathrm {d} x} und es gilt
{\displaystyle \int _{a}^{b}f(x)\,\mathrm {d} x=\lim _{x\nearrow b}F(x)-F(a)}.
Mit der abkürzenden Schreibweise {\displaystyle {\Big [}F(x){\Big ]}_{a}^{b}:=\lim _{x\nearrow b}F(x)-F(a)} liest sich dies in der gewohnten Form als
{\displaystyle \int _{a}^{b}f(x)\,\mathrm {d} x={\Big [}F(x){\Big ]}_{a}^{b}}.
Für Funktionen {\displaystyle f\colon {]a,b]}\to \mathbb {R} } mit {\displaystyle -\infty \leq a<b<\infty } gilt eine entsprechende Aussage.
Für die praktischen Auswertung von uneigentlichen Integralen genügt jedoch der „gewöhnliche“ Hauptsatz: Dieser wird zuerst für das Integral auf einem kompakten Intervall {\displaystyle [a,\beta ]} angewendet, was im Regelfall einen von {\displaystyle \beta } abhängigen Ausdruck liefert, und im Anschluss wird der Grenzübergang {\displaystyle \beta \to b} vollzogen.

#### Beispiel
Die Funktion {\displaystyle f(x)=e^{-x}} ist auf jedem Intervall {\displaystyle [0,\beta ]} mit {\displaystyle \beta >0} Riemann-integrierbar und hat {\displaystyle F(x)=-e^{-x}} als Stammfunktion. Der Grenzwert {\textstyle \lim _{x\to \infty }-e^{-x}} existiert und hat den Wert null. Mit dem Hauptsatz für uneigentliche Integrale folgt
{\displaystyle \int _{0}^{\infty }e^{-x}\,\mathrm {d} x=\lim _{x\to \infty }-e^{-x}-(-e^{0})=1.}

### Der Hauptsatz für Lebesgue-Integrale
In seiner obigen Form gilt der Satz nur für stetige Funktionen, was eine starke Einschränkung bedeutet. Tatsächlich können auch unstetige Funktionen eine Stammfunktion besitzen. Beispielsweise gilt der Satz auch für das Regel- oder Cauchyintegral, bei dem Regelfunktionen untersucht werden. Diese besitzen an jeder Stelle einen linksseitigen und einen rechtsseitigen Grenzwert, können also sehr viele Unstetigkeitsstellen haben. Auch diese Funktionenklasse ist noch nicht ausreichend, daher folgt hier der Hauptsatz für das sehr allgemeine Lebesgue-Integral.
Ist {\displaystyle f} auf {\displaystyle I} Lebesgue-integrierbar, so ist für alle {\displaystyle c\in I} die Funktion
{\displaystyle F(x)=\int _{c}^{x}f\,{\rm {d}}\lambda } mit {\displaystyle x\in I}
absolut stetig (insbesondere ist sie fast überall differenzierbar), und es gilt {\displaystyle F'(x)=f(x)} {\displaystyle \lambda }-fast überall.
Sei umgekehrt die Funktion {\displaystyle F} auf {\displaystyle [a,b]} absolut stetig. Dann ist {\displaystyle F} {\displaystyle \lambda }-fast überall differenzierbar. Definiert man {\displaystyle f} als {\displaystyle f(x)=F'(x)} für alle {\displaystyle x\in [a,b]}, in denen {\displaystyle F} differenzierbar ist, und identisch null für die anderen {\displaystyle x\in [a,b]}, so folgt, dass {\displaystyle f} Lebesgue-integrierbar ist mit
{\displaystyle F(b)-F(a)=\int _{a}^{b}f\,{\rm {d}}\lambda .}

### Der Hauptsatz im Komplexen
Der Hauptsatz lässt sich auch auf Kurvenintegrale in der komplexen Zahlenebene übertragen. Seine Bedeutung liegt dabei im Gegensatz zur reellen Analysis weniger in der Aussage selbst und ihrer Bedeutung für die praktische Berechnung von Integralen, sondern darin, dass aus ihm drei wichtige Sätze der Funktionentheorie folgen, nämlich der cauchysche Integralsatz und daraus dann die cauchysche Integralformel und der Residuensatz. Es sind diese Sätze, die zur Berechnung von komplexen Integralen herangezogen werden.
Sei {\displaystyle \gamma } eine komplexe Kurve mit Parameterintervall {\displaystyle [a,b]} und {\displaystyle F} eine komplexe Funktion auf der offenen Menge {\displaystyle U}, die den Abschluss von {\displaystyle \gamma } enthält. Ferner sei {\displaystyle F} komplex differenzierbar auf {\displaystyle U} und stetig auf dem Abschluss von {\displaystyle \gamma }. Dann ist
{\displaystyle \int _{\gamma }F'(z)\,{\rm {d}}z=F(\gamma (b))-F(\gamma (a)).}
Insbesondere ist dieses Integral null, wenn {\displaystyle \gamma } eine geschlossene Kurve ist. Der Beweis führt das Integral auf reelle Integrale von Realteil und Imaginärteil zurück und benutzt den reellen Hauptsatz.

### Mehrdimensionale Verallgemeinerungen
Abstrakt gesprochen hängt der Wert eines Integrals auf einem Intervall nur von den Werten der Stammfunktion am Rand ab. Dies wird auf höhere Dimensionen durch den gaußschen Integralsatz verallgemeinert, der das Volumenintegral der Divergenz eines Vektorfeldes {\displaystyle \mathrm {F} } mit einem Integral über den Rand in Verbindung bringt.
Es sei {\displaystyle V\subset \mathbb {R} ^{n}} kompakt mit abschnittsweise glattem Rand {\displaystyle S}, der Rand sei orientiert durch ein äußeres Normalen-Einheitsfeld {\displaystyle {\rm {n}}}, ferner sei das Vektorfeld {\displaystyle {\rm {F}}} stetig auf {\displaystyle V} und stetig differenzierbar im Inneren von {\displaystyle V}. Dann gilt:
{\displaystyle \int _{V}\operatorname {div} {\rm {F}}\;{\rm {d}}V=\oint _{\partial V}{\rm {F}}\cdot {\rm {d}}{\rm {S}}}.
Noch allgemeiner betrachtet der Satz von Stokes Differentialformen auf Mannigfaltigkeiten. Sei {\displaystyle M} eine orientierte {\displaystyle n}-dimensionale differenzierbare Mannigfaltigkeit mit abschnittsweise glattem Rand {\displaystyle \partial M} mit induzierter Orientierung. Dies ist für die meisten anschaulichen Beispiele, wie die Vollkugel mit Rand (Sphäre), gegeben. Ferner sei {\displaystyle \omega } eine stetig differenzierbare Differentialform vom Grad {\displaystyle n-1}. Dann gilt
{\displaystyle \int _{M}{\rm {d}}\omega =\int _{\partial M}\omega ,}
wobei {\displaystyle {\rm {d}}} die Cartan-Ableitung bezeichnet.